# Таршіен
Таршіен — невелике місто на Мальті.
Біля міста розташований Таршіенський храмовий комплекс.

## Храмовий комплекс
Найдавніша будівля цього храмового комплексу датується 2800 роком до н. е. У храмах збереглися численні статуетки та рельєфи тварин, зокрема кіз та свиней. Найвідомішою є скульптура висотою товстої жінки, яку ототожнюють з богиною плодючості.

## Галерея

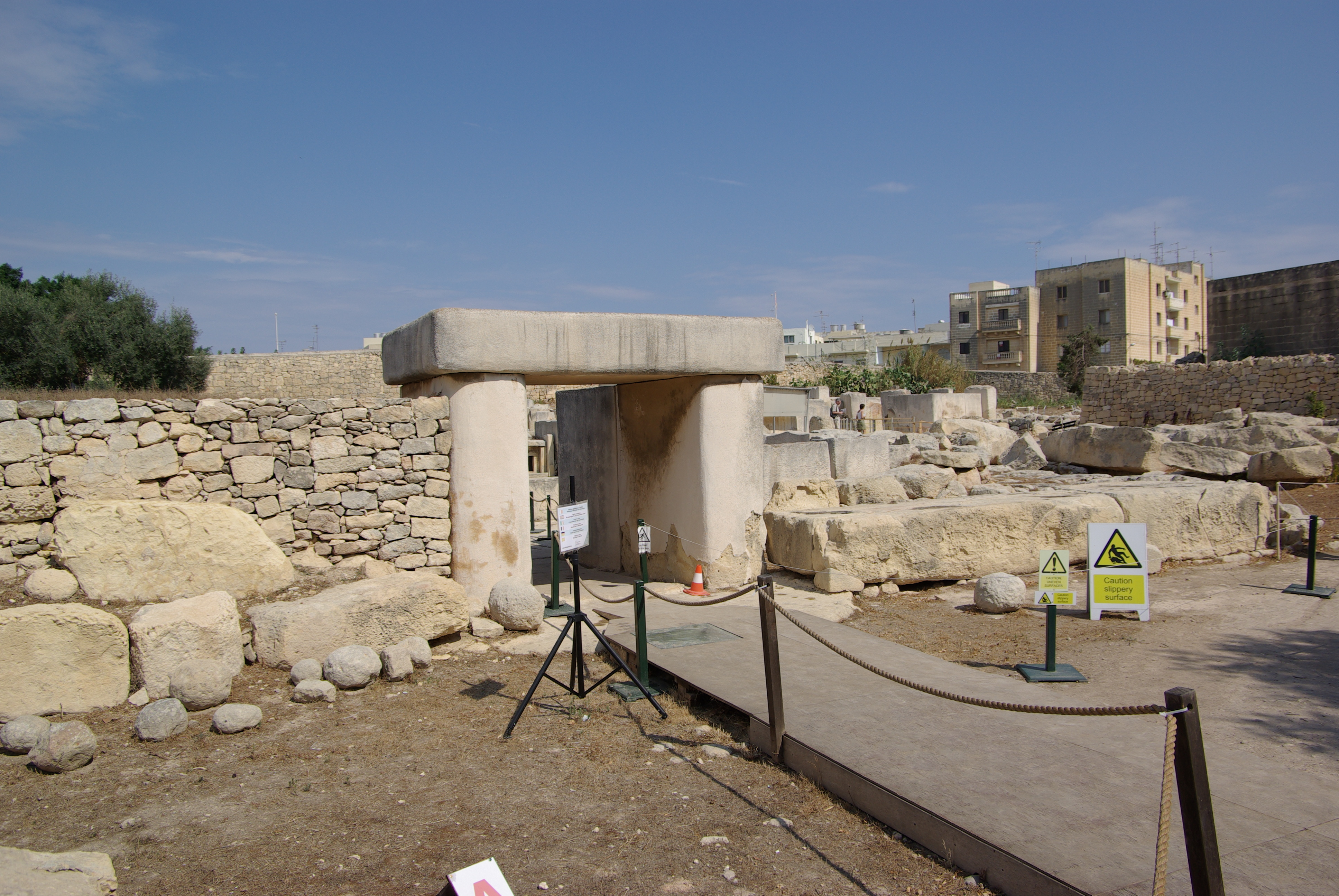
Реконструйований вхід до храмового комплексу
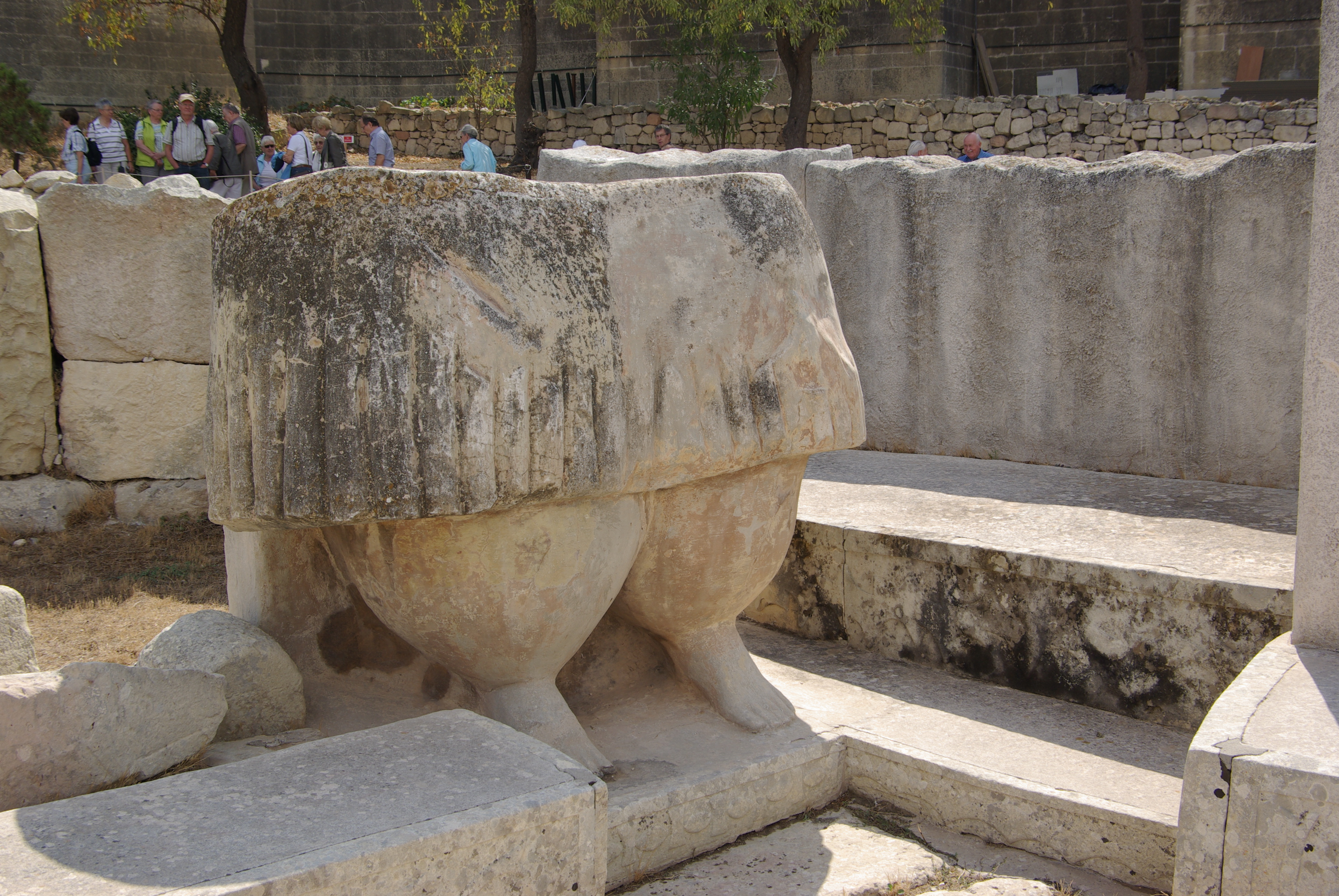
"Велика матір" (копія) у Таршіенському храмі
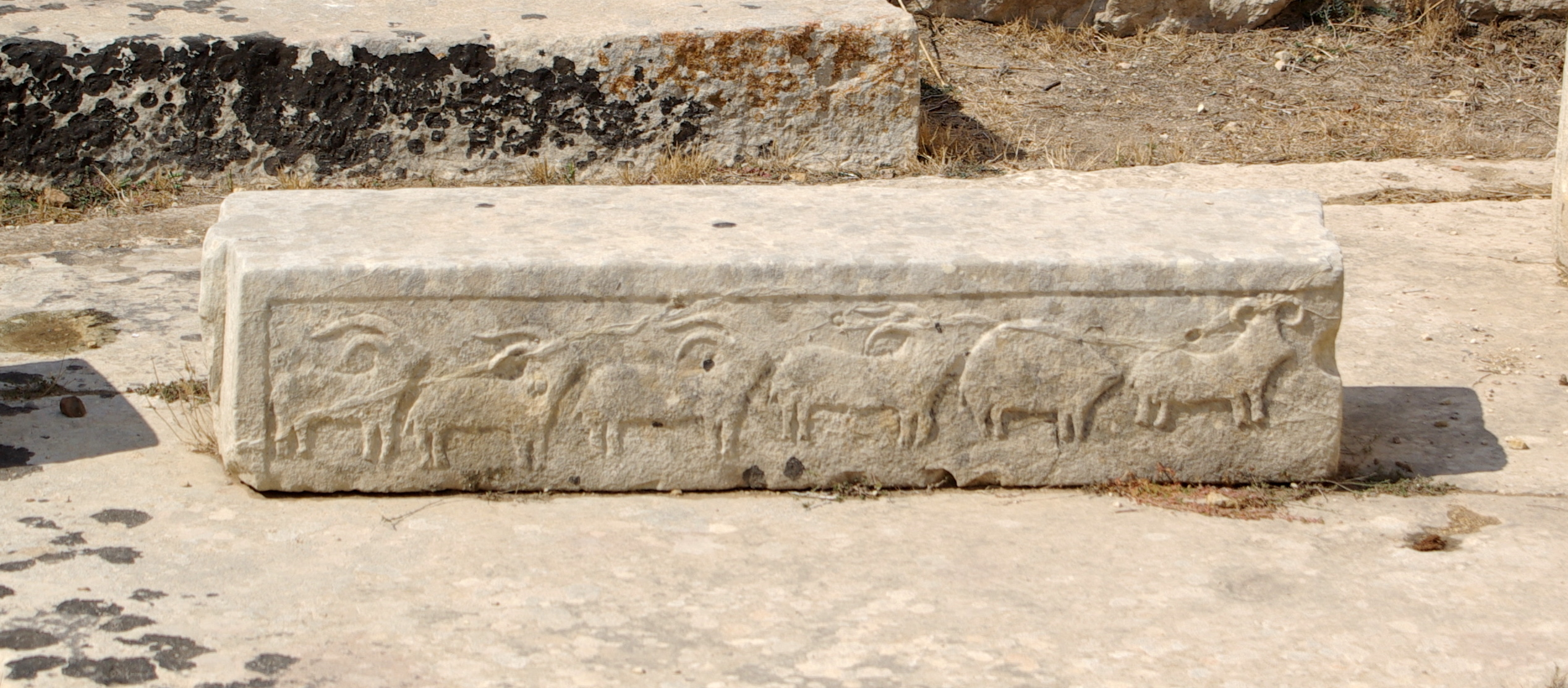
Рельєф з козами, свинею та овном

## Міста-побратими
- Овіндолі, Італія
- Велико-Тирново, Болгарія